# Die Syro-Aramäische Lesart des Koran
Die syro-aramäische Lesart des Koran ("La lettura siro-aramaica del Corano") è un testo scritto nel 2000 dal filologo tedesco Christoph Luxenberg. Questo libro analizza il Corano da un punto di vista filologico e della critica testuale ed è considerato un'opera importante, sebbene controversa, nel campo della filologia coranica. Lo studio ha ricevuto una certa divulgazione mediatica, inconsueta per questo genere di studi.

## Tesi del libro
Luxemberg parte dalla constatazione che il testo coranico più antico, presente nei manoscritti di Uthman, chiamati rasm, non contiene segni diacritici, impiegati per distinguere le diverse lettere e vocali nella lingua araba scritta. Questi segni vennero infatti aggiunti all'inizio dell'VIII secolo, su ordine del governatore dell'Iraq al-Hajjaj ibn Yusuf (694-714). Luxenberg ha constatato inoltre che il Corano contiene molti passaggi ambigui e spesso incomprensibili, di difficile analisi grammaticale anche per gli studiosi musulmani, i quali hanno peraltro scritto numerosi commenti nel tentativo di spiegare questi passaggi,  nella convinzione che ogni passaggio del Corano sia comunque autentico e significativo e che possa essere decifrato con gli strumenti dei tradizionali studi musulmani. Luxenberg ritiene un simile approccio non adeguato dal punto di vista scientifico e sostiene che gli studiosi dovrebbero analizzare il testo coranico senza preconcetti, mettendo da parte i posteriori commentari musulmani ed usando solo i metodi moderni di analisi linguistica e storica.
Luxenberg ipotizza che Maometto avrebbe predicato idee originariamente ignote al suo uditorio arabo, apprese da ebrei e cristiani arabi, o dai cristiani siriaci, con cui avrebbe avuto contatti durante i suoi viaggi. Per questo motivo,  quando una parola o frase del Corano appare priva di senso, oppure ha senso solo al prezzo di congetture contorte, occorre guardare anche alle lingue aramaica e siriaca, oltre che all’arabo. Infatti i commentari tradizionali islamici si limitano generalmente alla lessicologia araba, mentre Luxenberg propone di allargare il numero delle lingue da consultare. 
Dalla sua analisi sulla formazione del Corano Luxenberg arriva alla conclusione che il testo sacro dell’islam derivi da un lezionario siro-aramaico, contenente sia inni che estratti della Bibbia, creato per essere usato nelle liturgie cristiane. Questo lezionario venne tradotto in arabo a scopi missionari, senza voler fondare una nuova religione, ma con l’intento di diffondere il cristianesimo e il Corano odierno sarebbe il frutto di generazioni di adattamenti di questi testi. La stessa lingua che oggi chiamiamo ”arabo classico” discenderebbe dalla lingua aramaica. Una caratteristica importante del siriaco che si è trasmessa nell’arabo è la mancanza dei segni per indicare le vocali e dei punti diacritici che avrebbero successivamente distinto le lettere b, t, n, y, ecc. Ciò avrebbe portato a fraintenderne il significato, soprattutto da parte degli interpreti arabi scarsamente alfabetizzati, cosicché le tribù arabe del secolo VII non sarebbero state in grado di decifrare correttamente l’originale testo coranico manoscritto, attribuendo significati erronei dal punto di vista filologico ai passaggi più ambigui e difficili dei manoscritti. Luxenberg non applica la sua critica all’intero testo coranico, ma basa le sue conclusioni su passaggi che presentano particolari difficoltà e che possono essere considerati come rappresentativi. In seguito, al nucleo originario di testi più antichi, sarebbero state giustapposte altre parti con un marcato carattere socio-politico.
Uno degli esempi più noti in cui è utile la conoscenza dell'originale aramaico è quello relativo alla parola huri, che significa bianco, che i commentatori musulmani solitamente interpretano come vergini dai grandi occhi, (che serviranno il fedele in paradiso, Corano 44:54, 52:20 ,55:72, 56:22). In realtà il significato più verosimile è quello di chicchi d’uva, una immagine cristiana tradizionale del paradiso come giardino ricco di acqua e frutti, presente in opere come gli "Inni del paradiso" di Efrem Siro (IV secolo).
()

## Edizioni
- (DE) Christoph Luxenberg, Die Syro-Aramäische Lesart des Koran: Ein Beitrag zur Entschlüsselung der Koransprache, Berlino, Verlag Hans Schiler, 2000, ISBN 3-89930-028-9.
  - (EN) Christoph Luxenberg, The Syro-Aramaic Reading of the Koran – A Contribution to the Decoding of the Koran, Berlino, Verlag Hans Schiler, 2007, ISBN 3-89930-088-2.